# João Figueiredo
João Baptista de Oliveira Figueiredo (Rio de Janeiro, 15 januari 1918 - aldaar, 24 december 1999) was een Braziliaanse militair en politicus.
Vanaf 15 maart 1979 tot 15 maart 1985 was hij namens de Democratisch Sociale Partij de 30e president van Brazilië. Figueiredo heeft een belangrijke rol gespeeld in de democratisering van Brazilië. Hij werd door zijn voorganger en militair leider, Ernesto Geisel, aangewezen als presidentskandidaat en vervolgens als president gekozen door het electoraal college, maar door een economische crisis werd Figueiredo steeds minder populair. Daarom werd hij na het overlijden van Tancredo Neves opgevolgd door José Sarney.
- Bibliothèque nationale de France: cb12032926q (data)
- Gemeinsame Normdatei: 1022612689
- International Standard Name Identifier: 0000 0000 9591 2387
- Library of Congress Control Number: n79079900
- Système universitaire de documentation: 028506804
- Virtual International Authority File: 27081432
- WorldCat: E39PBJbM9Xf79pbfXwpPGXvj4q

Deodoro da Fonseca ·
Peixoto ·
Morais ·
Campos Sales ·
Alves ·
Pena ·
Peçanha ·
Fonseca ·
Brás ·
Alves ·
Moreira ·
Pessoa ·
Bernardes ·
Luís ·
Prestes ·
(Junta van 1930) ·
Vargas ·
Linhares ·
Gaspar Dutra ·
Vargas ·
Café Filho ·
Luz ·
Ramos ·
Kubitschek ·
Quadros ·
Ranieri Mazzilli ·
Goulart ·
Ranieri Mazzilli ·
Castelo Branco ·
Costa e Silva ·
(Junta van 1969) ·
Garrastazu Médici ·
Geisel ·
Figueiredo ·
Neves ·
Sarney ·
Collor ·
Franco ·
Cardoso ·
Lula da Silva ·
Rousseff ·
Temer ·
Bolsonaro ·
Lula da Silva